# 青岛邮政通信枢纽楼
36°04′26.7″N 120°18′50.6″E / 36.074083°N 120.314056°E
青岛邮政通信枢纽楼，又称邮政枢纽楼，位于中国山东省青岛市市南区堂邑路5号，建于1985-1991年，其原址为建于1918年的青岛邮便局，现同时为邮政机构与酒店所使用。

## 历史
1984年，邮电部批准青岛堂邑路邮政通信枢纽工程，该工程为邮电部重点工程项目，同时为青岛市重点工程项目，由青岛市重点工程指挥部组织建设，工程土建由青岛市建筑设计院设计，工艺安装工程由邮电部郑州邮电设计院设计，青岛市第二建筑工程公司施工。同年，建于1918年的堂邑路邮电局大楼拆除以建设新楼。1985年9月22日，工程正式开工。1989年11月25日，土建工程完工，由青岛市重点工程指挥部组织验收。1991年11月工艺设备安装工程竣工，同年12月邮电部主持全面验收。
该建筑建成后为青岛市最大的邮政大楼，比原有设施面积增加4倍，改变了原设施狭小、露天作业的面貌。邮政枢纽担负对联邦德国、瑞士、荷兰的出口水陆包裹总包直封业务，开办对美国、英国、香港等70多个国家和地区的邮件特快专递业务和国内所有的邮政业务，其竣工为青岛市实现邮政通信生产现代化奠定了基础。现该楼一层营业厅等部分为中国邮政堂邑路邮电支局、中国邮政储蓄银行青岛市北区堂邑路营业所及海军邮局，西翼一层为中国联通堂邑路营业厅所使用，部分楼层出租为酒店。

## 建筑特色
青岛邮政通信枢纽楼占地面积4280平方米，建筑面积13900平方米（一说16584平方米），平面呈“L”形，转角处14层，两翼各为9层及4层，高52.6米。转角部分以挑出的窗口遮阳板作横向处理，两边竖向分格，形成明快、流畅的建筑风格。楼内一层为营业厅，二层为转运车间，三层为包裹车间，四层为信函车间，五层为国际车间，另有办公、会议用房等。